# Кристиан Хайнрих фон Шьонбург-Валденбург
Кристиан Хайнрих фон Шьонбург-Валденбург (на немски: Christian Heinrich Graf von Schönburg-Waldenburg; * 13 ноември 1682; † 27 януари 1753) е граф на Шьонбург-Валденбург в Курфюрство Саксония.

## Произход
Той е най-малкият син на фрайхер (1700 г. имперски граф) Ото Лудвиг фон Шьонбург-Хартенщайн (1643 – 1701) и съпругата му графиня София Магдалена фон Лайнинген-Вестербург (1651 – 1726), дъщеря на граф Георг Вилхелм фон Лайнинген-Вестербург (1619 – 1695) и графиня София Елизабет фон Липе-Детмолд (1626 – 1688). По-големите му братя са Георг Алберт фон Шьонбург-Хартенщайн (1673 – 1716), граф на Шьонбург-Хартенщайн, Ото Вилхелм фон Шьонбург-Лихтенщайн (1678 – 1747) и Лудвиг Фридрих фон Шьонбург-Щайн (1681 – 1736), граф на Шьонбург-Шварценбах.
Баща му Ото Лудвиг е издигнат на 7 август 1700 г. на имперски граф. Клоновете Шьонбург-Валденбург и Шьонбург-Хартенщайн съществуват до днес като Шьонбург-Глаухау.
- Дворец Валденбург (Саксония)
- Замък Шьонбург на Заале
- Дворец Хартенщайн

## Фамилия
Кристиан Хайнрих фон Шьонбург-Хартенщайн се жени за Фридерика Августа фон Лимпург (* 26 януари 1694, Оберзонтхайм; † 28 юли 1746), дъщеря на наследствения имперски шенк и граф Фолрат Шенк фон Лимпург (1641 – 1713) и София Елеонора фон Лимпург-Гайлдорф (1655 – 1722). Te имат 7 деца:
- Кристиана Фридерика (*/† 5 април 1716)
- Кристиан Август (* 6 юли 1717; † 29 юли 1754)
- София Хенриета Фридерика (* 4 юли 1718, Валденбург; † 12 април 1757, Вертхайм), омъжена I. на 5 декември 1737 г. за граф Фридрих Ернст фон Велц († 3 юли 1741), II. на 12 юли 1743 г. в Маркт-Айнерсхайм за граф Йохан Филип фон Льовенщайн-Вертхайм-Вирнебург (* 28 август 1713, Вертхайм; † 12 април 1757, Вертхайм)[4]
- Фридрих Хайнрих (* 28 октомври 1719; † 3 януари 1720)
- Ото Фолрат (* 26 януари 1712; † 31 август 1721)
- Магдалена Елизабет Елеонора (* 10 май 1723; † 11 август 1729)
- Фолратина София Хенриета (* 19 август 1724; † 10 юни 1725)